# Cratere Lausus
Lausus è un cratere sulla superficie di Dione. Trae nome dal mitologico Lauso, il figlio del tiranno etrusco Mezenzio.